# Hispavox
La  Hispavox S.A.  è stata una casa discografica indipendente spagnola fondata il 27 giugno 1953, che gestì il proprio catalogo in maniera autonoma fino al 1985 quando fu acquisita dalla EMI. Gli studi e la base operativa dell'etichetta si trovavano al numero 64 di Torrelaguna, Madrid ed erano conosciuti tra i fan come Sonido Torrelaguna. L'etichetta ha avuto anche un ruolo importante per la produzione e distribuzione di altre etichette spagnole minori, ma anche di quelle straniere che intendevano espandersi sul territorio spagnolo e sudamericano. Il marchio Hispavox è attualmente in possesso del Warner Music Group, dopo l'acquisizione di quest'ultimo della Parlophone Music Spain nel 2013.

## Storia
L'azienda è stata fondata da José Manuel Vidal Zapater nel 1953, il quale sarebbe rimasto come amministratore delegato della società fino al 1977, anno in cui la gestione passò nelle mani di suo fratello Luis Vidal. L'azienda ha iniziato a produrre dischi nel 1955, principalmente per altre case discografiche dell'epoca, come le filiali spagnole di Telefunken e Belter.
Nel 1956 l'etichetta discografica iniziò a stampare dischi delle etichette francesi Disques Vega e Disques Vogue, e anche dell'etichetta di musica classica Discophile Français, utilizzando un pionieristico ed innovativo sistema di stampa, il microsurco system.
La società ha prodotto e distribuito in esclusiva e in modo indipendente per la CBS e Warner (prima della loro fusione come WEA), portando l'azienda a raggiungere una posizione di rilievo tra le case discografiche spagnole. Lo sfruttamento esclusivo di queste due società nel mercato spagnolo, ha portato all'espansione del suo catalogo in tutto il mondo: America Latina, Stati Uniti, Giappone, Russia e molti altri paesi, ma ha anche avuto un ruolo molto importante nella distribuzione e promozione della musica popolare spagnola, in particolare la musica classica, sacra, il flamenco ed il folk, con opere di artisti quali Antonio de Cabezón, diretto e interpretato da Antonio Baciero, le opere del maestro Tomás Luis de Victoria, le grandi antologie del flamenco, le antologie del folklore spagnolo ed i canti gregoriani registrati a Silos. Ciò ha contribuito a far riscoprire il grande patrimonio culturale e musicale della Spagna in tutto il mondo.
Una delle artiste di maggiore successo commerciale della Hispavox fu Sara Montiel a partire dal 1958. L'attrice-cantante ottenne una notevole popolarità in tutto il mondo e il suo primo album intitolato La violetera ebbe un successo internazionale. Tra gli altri artisti pop pubblicati dalla Hispavox in quegli anni c'erano Monna Bell, Raphael, Karina e Los Pekenikes.
Negli anni '60, il compositore Rafael Trabuchelli ha ricoperto la carica di direttore artistico e ha promosso le carriere di artisti come Miguel Ríos, José Luis Perales e molti altri. Dopo la sua nomina a direttore artistico nel 1965 ha assunto come assistenti il compositore-arrangiatore Waldo de los Ríos e l'ingegnere del suono Mike Lewellyn Jones incidendo grandi successi come La Yenca e Himno a la alegría, di Miguel Ríos, Palomitas de maíz, di Pekenikes, e El baúl de los recuerdos di Karina.
L'etichetta ha contribuito a diffondere anche le zarzuelas di Pablo Sorozábal, e a far conoscere le grandi voci della lirica spagnola come quelle di Alfredo Kraus, Pilar Lorengar, Renato Cesari, Pedro Lavirgen e molti altri.
Negli anni settanta e ottanta anche molti artisti italiani sono stati distribuiti in Spagna e Sud America dalla Hispavox, tra cui Raffaella Carrà, Hermanas Goggi, Ricchi e Poveri, Fiordaliso, Pippo Franco, Gary Low e molti altri.